# CJBR-DT
CJBR-DT est une station de télévision québécoise de langue française détenue par la Société Radio-Canada faisant partie du réseau de ICI Radio-Canada Télé située à Rimouski et diffuse d'un émetteur situé au Pic Champlain. Elle est la station désignée pour les régions du Bas-Saint-Laurent, la Gaspésie–Îles-de-la-Madeleine et la Côte-Nord, rejoints par câble.

## Histoire

### Origines (1954-1990)

#### CJBR
CJBR a été lancé le 21 novembre 1954 sur le canal 3 par Lower St. Lawrence Radio Inc. en association avec Central Public Service Corp. Ltd., deux compagnies appartenant à la famille de Jules Brillant, propriétaire de la radio CJBR, alors affilié privé de la radio de Radio-Canada depuis 1937. La station a rejoint le réseau par micro-onde le 7 août 1957. Un ré-émetteur a été ajouté à Edmundston au Nouveau-Brunswick le 1er avril 1962 (maintenant un ré-émetteur de CBAFT).
La famille Brillant a vendu CJBR-AM et TV à Télémédia en 1970, qui a revendu la station à la Société Radio-Canada le 1er août 1977. CJBR a été déplacé au canal 2 le 12 mars 1984.

#### CBGAT
La Compagnie de Radiodiffusion de Matane Ltée a mis en ondes le 19 août 1958 la station CKBL-TV au canal 9 à Matane en tant que semi-satellite de CJBR, puis a rejoint le réseau micro-onde de Radio-Canada le 15 novembre 1958. De nombreux ré-émetteurs ont été ajoutés. Le 9 juin 1971, la Société Radio-Canada a fait l'acquisition de Radiodiffusion de Matane Ltée, la transaction s'est terminée le 1er septembre et les lettres d'appel ont changé pour CBGAT. En 1978, l'antenne du mont Logan, peu efficace et coûteuse à exploiter, a été relocalisée près de Saint-Adelme, où la diffusion s'est faite, jusqu'au  1er septembre 2011, sur le canal 6.

#### CBST
Radio-Canada a lancé CBST le 23 octobre 1973 au canal 13 à Sept-Îles en tant que ré-émetteur de CBGAT. CBST a commencé à produire un bulletin de nouvelles le 1er novembre 1982.

### Fermetures (1990-2009)
En raison de restrictions budgétaires annoncées en décembre 1990, la Société Radio-Canada a mis fin aux opérations locales de CJBR, CBGAT et CBST. Les trois stations deviennent alors des semi-satellites de CBVT de Québec. En septembre 1995, un bulletin de nouvelles régional Québec Ce soir Est produit à Québec est diffusé sur les trois stations.

### Réouverture sous le nomICI Est du Québec(2010-)
Au mois de mars 2010, la Société Radio-Canada a obtenu l'autorisation du CRTC de reconvertir CJBR en station locale, dont CBGAT et CBST sont des semi-satellites.
La nouvelle station locale, appelé aussi la Maison Radio-Canada de l'Est du Québec, est inauguré le 27 août 2012 avec la première édition du Téléjournal-Est-du-Québec et organise une journée portes ouvertes le 29 août,.
Le 12 septembre 2013, la station semi-satellite de Matane se dotent de nouveaux locaux à quelques pas de l'ancienne station.

#### Télévision numérique terrestre et haute définition
Lors de l'arrêt de la télévision analogique et la conversion au numérique qui a eu lieu le 1er septembre 2011, CJBR a mis fin à la diffusion en mode analogique du canal 2 à minuit et a commencé à diffuser en mode numérique au canal 45 quelques minutes plus tard.
Dans le cadre d'un programme gouvernemental visant à ré-allouer les fréquences 600 MHz aux services cellulaires impliquant des changements de fréquences, l'émetteur de la station devrait changer du canal 45 au canal 27 entre décembre 2021 et janvier 2022.

## Programmation
Localement, Le Téléjournal-Est-du-Québec est produit tous les soirs à 18 h.
L'édition du midi provient de CBVT de Québec et est diffusée en simultané sur les stations Radio-Canada dans l'Est du Québec.

## Antennes
En avril 2012, à la suite des compressions budgétaires, Radio-Canada a annoncé la fermeture de tous les émetteurs analogiques dès le 31 juillet 2012. Seul l'émetteur numérique de Rimouski restera en fonction. Avant cette date, CJBR avait un ré-émetteur à Saint-Marc de Latour, CBGAT (Matane) comptait 23 réémetteurs, et CBST (Sept-Îles) en comptait quinze.